# Hieracium davidsonii
Hieracium davidsonii es una especie de planta con flor del género Hieracium, de la familia Asteraceae, orden Asterales.

## Distribución
Hieracium davidsonii se distribuye por Islandia.

## Taxonomía
Fue descrita científicamente por Omang. Fue publicada en Fl. Iceland.